# Fanfaren der Freude
Fanfaren der Freude ist ein US-amerikanisches Musical von 20th Century Fox aus dem Jahr 1956 unter der Regie von Michael Curtiz. Die Schauspieler Gordon MacRae, Dan Dailey und Ernest Borgnine spielen dabei das in den späten Zwanzigern und frühen dreißiger Jahren erfolgreiche Komponistenteam Buddy DeSylva, Lew Brown und Ray Henderson. Sheree North spielt die fiktive Sängerin Kitty Kane (wahrscheinlich angelehnt an den Broadway-Star Helen Kane).

## Handlung
Ray Henderson, ein komponierender Musiklehrer, kommt nach Atlantic City, um einen seiner Songs in der Show vorzustellen, in der seine Schwägerin Kitty Kane arbeitet. Bei den Proben wird er von den beiden Songwritern Buddy DeSylva und Lew Brown als Klavierspieler angeheuert. Man kommt sich musikalisch näher und nach einiger Zeit erweitern die beiden ihre Partnerschaft um Henderson.
Der Erfolg stellt sich recht schnell ein, die drei verfassen eine Reihe von Broadway-Hits. Dies ist DeSylva jedoch nicht genug, er möchte gerne eigene Shows produzieren. Lew Brown besorgt ihm einen Kontakt zu einem Geldgeber – dem Mafiaboss Manny Costain. Einziges Problem: Manny möchte seine völlig unmusikalische Geliebte Perky Nichols in der Hauptrolle haben. Während der Proben kommen sich Buddy DeSylva und Kitty Kane näher. Als DeSylva die Geliebte des Gangsters feuert, versucht der ihn zusammenzuschlagen. Der hinzukommende Lew Brown verhindert dies jedoch und verweist – um den Gangster von Racheakten abzuhalten – auf seine Kontakte aus der Gegend, in der er aufgewachsen ist (zu „jeder Gang von hier nach Kansas City“). Kitty Kane übernimmt die Hauptrolle.
Die Show Flying High wird ein Hit. Während der Premierenfeier ruft Al Jolson an und verlangt von den dreien die sofortige Fertigstellung eines ihm schon lange versprochenen neuen Stücks. Verärgert ziehen sie sich von der Feier zurück und schreiben ihm einen ihrer Ansicht nach bewusst schlechten und schmalzigen Song, den Jolson in seinem neuen Tonfilm The Singing Fool einsetzt: Sonny Boy. Völlig überraschend wird auch dieses Stück ein großer Erfolg. DeSylva überredet seine beiden Partner, in Hollywood Musik für weitere Filme zu schreiben.
Im weiteren Verlauf entfremdet sich DeSylva durch seine Art, alleine für alle drei Entscheidungen zu treffen, zusehends von seinen Partnern und auch von Kitty Kane. Bei der Premierenfeier von Sunny Side Up geraten DeSylva und Brown in einen handgreiflichen Streit, woraufhin Brown und Henderson die Partnerschaft mit DeSylva aufkündigen und zurück nach New York fahren. Auch Kitty verlässt DeSylva.
Brown und Henderson beschließen, eine eigene Show Strike Me Pink mit Kitty als Star zu produzieren. Allerdings erweist sich bei den Probevorführungen, dass den beiden DeSylva als künstlerischer Partner fehlt, und die Show zum Flop zu werden droht. Als DeSylva angeblich als Ferngespräch im Hotel der drei anruft und sich nach dem Vorangehen der Show erkundigt, gibt Kitty zu, dass nicht alles zum Besten steht. DeSylva hat jedoch nur vorgegeben, aus Hollywood anzurufen, tatsächlich hat er seinen Job dort aufgegeben und befindet sich im selben Hotel wie die anderen. Er versöhnt sich mit Kitty und arrangiert mit Henderson und Brown Strike Me Pink neu, sodass die Show ein Erfolg wird.

## Musik- und Tanznummern
Wenn nicht anders erwähnt, stammt die Musik der jeweiligen Songs von Ray Henderson, die Texte von Lew Brown und Buddy G. DeSylva.
1. The Best Things in Life Are Free – Sheree North, Gordon MacRae, Dan Dailey und Ernest Borgnine während der Opening Credits.
2. Just a Memory – Sheree North und Chor auf der Bühne als Probe von George White’s Scandals of 1925 ohne Musikbegleitung.
3. Here Am I, Broken Hearted – Gordon MacRae und Ernest Borgnine stellen ihren neuen Song bei den Proben vor (mit Dan Dailey am Klavier).
4. Here Am I, Broken Hearted – Sheree North und Chor auf der Bühne als Probe (mit Dan Dailey am Klavier).
5. Button Up Your Overcoat – Sheree North, Gordon MacRae, Dan Dailey und Ernest Borgnine testen einen Last-Minute-Song für die Show.
6. This Is the Missus (Musik: Ray Henderson, Text: Lew Brown) – Bei der After-Show-Party singen Sheree North und Ernest Borgnine den neuen Text von Ernest Borgnine zur Musik von Dan Dailey.
7. Lucky Day – Dan Dailey stellt Gordon MacRae und Ernest Borgnine seine verbesserte Version des Stückes von Gordon MacRae vor.
8. Montage, bestehend aus:
  - Lucky in Love – Gesungen von Gordon MacRae, Dan Dailey und Ernest Borgnine.
  - Good News – Gesungen von Gordon MacRae, Dan Dailey und Ernest Borgnine.
  - It All Depends on You – Gesungen von Sheree North.
  - Don’t Hold Everything – Gesungen von Gordon MacRae, Dan Dailey und Ernest Borgnine.
9. Black Bottom – Als Teil der Show George White’s Scandals of 1926 tanzen Sheree North und Jacques d’Amboise zunächst eine Vorgeschichte, nach der Sheree North anschließend mit einem Ballett den Black Bottom tanzt und singt.
10. One More Time – Gesungen von Gordon MacRae während einer After-Show-Party.
11. You Try Somebody Else (We’ll Be Back Together Again) – Roxanne Arlen versucht, den Song zu singen und zu tanzen.
12. Birth of the Blues – Gesungen von Gordon MacRae, in einer Traumsequenz getanzt von Sheree North und Jacques d’Amboise.
13. You Try Somebody Else (We’ll Be Back Together Again) – Sheree North tanzt und singt in ihrer neuen Hauptrolle zusammen mit einem Ballett.
14. Together – Dan Dailey und Phyllis Avery singen den Song zur Feier ihres achten Hochzeitstages mit der Familie.
15. Sonny Boy – Gordon MacRae, Dan Dailey und Ernest Borgnine sehen sich im Kino The Singing Fool an, in dem Norman Brooks Sonny Boy singt.
16. If I Had a Talking Picture of You – Gesungen von Byron Palmer während der Aufnahmen zu einem Film.
17. (Keep Your) Sunny Side Up – Sheree North nimmt den Titelsong des gleichnamigen Films in einem Tonstudio auf.
18. Without Love – Sheree North singt das Stück zur Klavierbegleitung von Dan Dailey als Probe für Strike Me Pink.
19. The Best Things in Life Are Free – Sheree North singt in Strike Me Pink (als Finale des Films).

Die Stücke You’re the Cream in My Coffee, Follow Thru und Thank Your Father werden in diversen Quellen (u. a. in der IMDB) zwar als Bestandteil des Films aufgeführt, kommen aber tatsächlich nicht als eigenständige Gesangs- oder Tanznummern vor. Fanfaren der Freude ist ein typischer Vertreter des „präsentierenden“ Musicals. Sämtliche Musikstücke werden im Rahmen von Shows, Bühnen- oder Partyaufführungen vorgetragen.

## Produktion und Hintergrund
Die Uraufführung von The Best Things in Life Are Free erfolgte am 28. September 1956 in New York. In Deutschland wurde der Film als Fanfaren der Freude am 21. Dezember 1956 in gekürzter Fassung (95 Minuten statt 104 Minuten) veröffentlicht.
Dies ist der einzige Film, in dem Ernest Borgnine singt.
Sheree North wird in ihren Gesangsnummern von [Eileen Wilson] gedubbed.
Als typisches „Biopic“ bringt Fanfaren der Freude die erfolgreichsten Stücke des Komponisten- und Songwriter-Trios aus der Zeit von 1925 bis 1930 zur Aufführung. Die historischen Ereignisse beschreibt der Film allerdings nur sehr grob. Tatsächlich bestand die ursprüngliche Partnerschaft zwischen Lew Brown und Ray Henderson seit 1922, Buddy DeSylva stieß dann 1925 hinzu. Anfang der 1930er trennte sich DeSylva von Henderson und Brown, um zunächst als Produzent bei Paramount Pictures zu arbeiten und später Vorstandsvorsitzender von Capitol Records zu werden.

## Rezeption
Mit einem Budget von 2.860.000 USD spielte der Film 1956 etwas mehr als 4.000.000 USD ein, davon 2.250.000 USD in Nordamerika.

## Kritiken
„Der Weg eines erfolgreichen Schlagerkomponisten-Teams (u. a. ‚Sonny Boy‘) vom Broadway nach Hollywood in den 20er Jahren. Ein wenig kriminalistische Spannung und Humor beleben den biografischen Revuefilm.“

„Es ist ein glitzernder Reigen von Hits, der mit all der nostalgischen Aufmerksamkeit präsentiert wird, der ihm gebührt. Die Darstellungen sind höchstes Format, von Gordon MacRaes und Dan Daileys gefälligem sentimentalen Gesang bis hin zu den Clownereien von Ernest Borgnine und Sheree Norths agilen Tanznummern.“

## Auszeichnungen
Oscarverleihung 1957
Nominierungen
- Kategorie Beste Filmmusik / Musical für Lionel Newman – verloren gegen Alfred Newman und Ken Darby (Der König und ich).